# Pancrace d'Illyrie
Pancratium illyricum
Pour les articles homonymes, voir Pancrace (homonymie).
Espèce
Le Pancrace d'Illyrie ou Pancrais d'Illyrie (Pancratium illyricum) est une espèce de plantes vivaces bulbeuses de la famille des Amaryllidaceae.

## Description

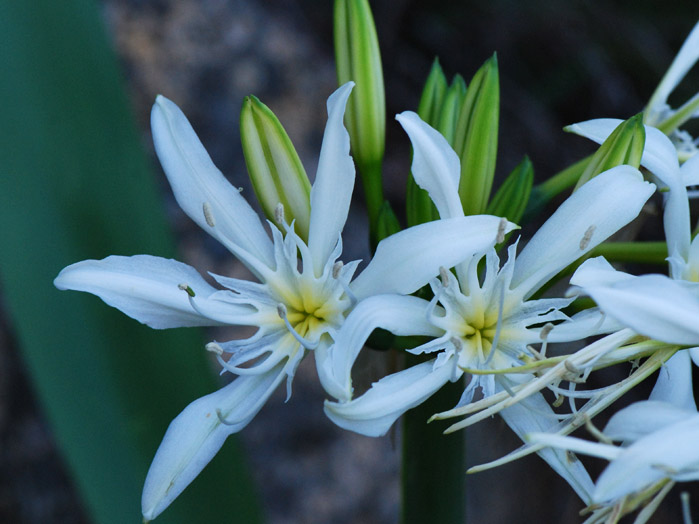
Détail d'une fleur.

Cette plante vivace de 30 à 60 cm de haut[réf. nécessaire] émerge d’un très gros bulbe ovale.
 Ses feuilles sont de longues lanières glauques ayant jusqu'à 5 cm de large[réf. nécessaire]. Cette grande largeur et l'absence de torsions permet de distinguer cette espèce du lis maritime, le Pancratium maritimum.

L'inflorescence, composée d'une dizaine de fleurs disposées en ombelle, est portée par une tige d'une trentaine de centimètres[réf. nécessaire]. Les fleurs blanches sont grandes et odorantes. Le périanthe long de 6 à 9 cm[réf. nécessaire], est formé d’un tube étroit, dilaté au sommet, couronné de 6 lobes bidentés.

## Aire de répartition
En France, on ne trouve cette plante qu’en Corse, dans les fruticées ouvertes, les rocailles et les rochers, mais jamais dans les sables littoraux comme P. maritimum. Elle porte en Corse le nom de Cipolla Canina ou Ciolla, Ciuvodda, Cibolla selon les aires linguistiques.
Elle se rencontre aussi en Sardaigne, en Italie, à Malte et est signalée en Illyrie, Dalmatie et Espagne.